# Holtey (Adelsgeschlecht)

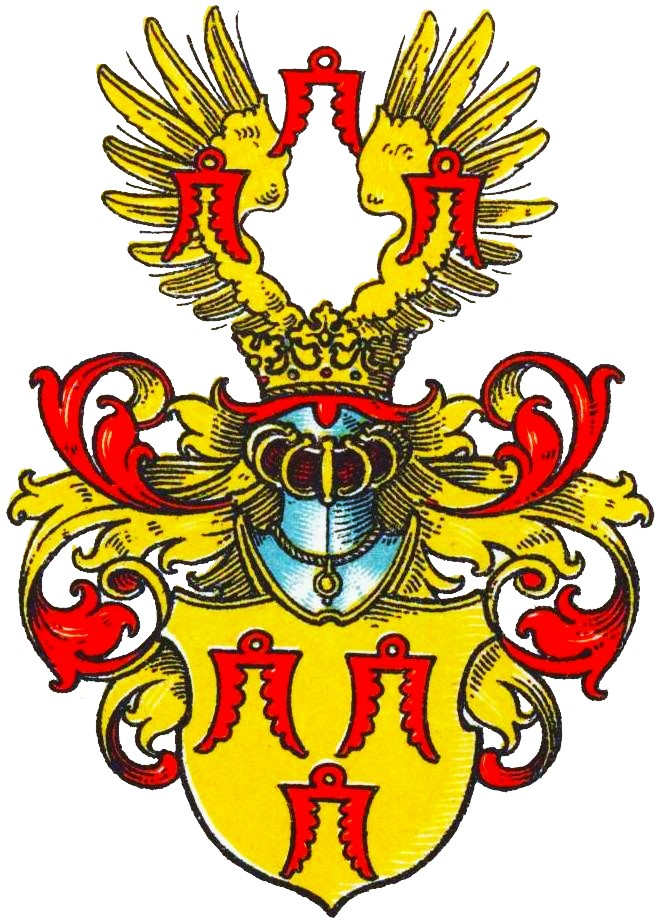
Wappen derer von Holtey im Wappenbuch des Westfälischen Adels

Holtey (alte Schreibweise: Holtoye) ist der Name eines alten westfälischen Adelsgeschlechts aus der Grafschaft Mark, das auch eine baltische Linie entwickelte.

## Geschichte
Die erste urkundliche Erwähnung findet sich 1221 für Arnoldus de Holtoye et Arnoldus filius eius. Die Stammsitze lagen im Gebiet des Stifts Essen (Burg Holtey im heute zu Essen gehörenden Burgaltendorf) und in der Grafschaft Mark bei Hörde (heute Eichlinghofen und Benninghofen). Enge verwandtschaftliche Beziehungen bestanden zum Adelsgeschlecht von Horst. Im frühen 14. Jahrhundert erging ein päpstlicher Bann wegen Raubrittertums, 1387–1391 beteiligte sich Goswin von Holtey auf Seite des Grafen von der Mark an der großen Dortmunder Fehde. Maria Caspara von Holtey war die Mutter von Wirich VI. von Daun-Falkenstein. Um 1580 starb der westfälische Zweig im Mannesstamm aus. Die fortbestehende baltische Linie existierte mit Schwerpunkt in Semgallen und Kurland (Lettland), die Barone von Holtey verloren alle dortigen Güter im Zusammenhang mit einer lettischen Bodenreform um 1918 und schließlich dem Zweiten Weltkrieg.

## Wappen
Das Wappen zeigt in Gold drei rote Pferdebremsen (Pramen). Auf dem Helm mit rot-goldenen Decken eine der Pferdebremsen zwischen offenem, je mit einer Pferdebremse belegten goldenen Flug.

## Namensträger
- Goswin von Holtey, um 1380 Drost des Amtes Hörde
- Maria Caspara von Holtey (1520–1558), Ehefrau von Philipp II. von Daun-Falkenstein
- Karl von Holtei (1798–1880), Schriftsteller und Dramaturg